# Pseudophaloe stenoxantha
Pseudophaloe stenoxantha là một loài bướm đêm thuộc phân họ Arctiinae, họ Erebidae.